# المسيح الأندلسي
المسيح الأندلسي للكاتب والباحث السوري الفلسطيني تيسير خلف. صدرت الرواية لأول مرة عام 2024 عن دار المتوسط للنشر في ميلانو وتقع من 360 صفحة. اعتمد تيسير في كتابة الرواية على الكثير من المخطوطات التي تم نسخها بالخطوط العربية المختلفة كالأندلسية، والمغربية، والمشرقية، وبالأعجمية التي كانت بعد سقوط غرناطة والتي هي لغة قشتالية بحروف أندلسية عربية. تناولت الرواية مرحلة سقوط غرناطة وما تلى ذلك من محاولات تنصير للمسلمين بطرق وحشية، بالتركيز على حقبة الموريسكيين وما تعرضو له من اضطهاد ومحاكم تفتيش. ترشحت الرواية  للقائمة القصيرة للجائزة العالمية للرواية العربية، التي اعلنت عنها لجنة تحكيم الجائزة للعام 2025، بجمهورية مصر العربية.

## زمن ومكان الرواية
تدور أحداث الرواية في القرن السادس عشر، بعد سقوط غرناطة ، وهي الفترة التي شهدت انتهاء الحكم الإسلامي في شبه الجزيرة الإيبيرية، وبداية فترة المورسكيين وهم المسلمون الذين تم إجبارهم على اعتناق المسيحية في اسبانيا، الأندلس.

## حول الرواية
يبدأ تيسير الرواية بقصة سيدة موريسكية يتم إعدامها بعد إخضاعها للمحاكمة، بتاريخ 1592، وبينما هي تموت تقوم بإرسال رسالة شفوية لإبنها خيسوس غونثالث تخبره فيها، أنت عربي مسلم واسمك عيسى بن محمد، ومن هذه العبارة تبدأ تفاصيل الرواية بقيام الابن بالبحث عن قاتل والدته، من طليطلة إلى مذريل إلى البندقية إلى إسطنبول، وتتضمن هذه الرحلة الإعدام والسجن بحق الكثير من المسلمين بوسائل بوحشية، وهذا يظهر في الوثائق التي يعثر عليها خوسيوس غونثالث، الرجل الإسباني الكاثوليكي في أحد الأقبية، ويتضح منها كيف تم اعتقال والدته وكيفية تعذيبها ورفضها الاعتراف بهويتها العربية الإسلامية، حتى الموت.
تميزت الرواية بأن الكاتب لم يعتمد فيها على الخيال والقراءة والتاريخ، بل قام بالبحث في وثائق ومخطوطات قديمة جداً منذ قرون، وبهذا اسكتشف الشخصيات وسلوكاتهم ومصائرهم وأفكارهم من البداية للنهاية.

## اقتباسات
هي الأقدار تقود خُطانا حيث تشاء، نسير حيث تريد لنا أن نسير، ونقف حيث تريد لنا أن نتوقف، لا فرق إن كنا عمياناً أم مبصرين، حمقى أم حصيفين، شجعانًا أم مرتعدين، فما سيحدث سوف يحدث الآن، وقد عبرت بي السنون إلى الكهولة، أقولها وأنا على يقين، لم تكن حياتي الماضية كلها إلا سلسلة متشابكة من المصادفات، لستُ متيقنًا حتى اللحظة إن كانت مصادفات حمقاء، أم من تدبير عقل حاذق ينظر إليّ باسمًا من خلف سدم السموات البعيدة.